# TSV LONGA in het seizoen 1956/57
Het seizoen 1956/1957 was het derde jaar in het bestaan van de Tilburgse betaaldvoetbalclub LONGA. De club kwam uit in de Tweede divisie B en eindigde daarin op de derde plaats. Tevens deed de club mee aan het toernooi om de KNVB beker, hierin werd in de eerste ronde verloren van RAC (1–2).

## Wedstrijdstatistieken

### Tweede divisie B
|       | Baronie | DHC   | DOSKO | 't Gooi | Hilversum | N.E.C. | ONA   | RBC   | TOP   | UVS   | De Valk | Wilhelmina | Zeist | ZFC   |
| ----- | ------- | ----- | ----- | ------- | --------- | ------ | ----- | ----- | ----- | ----- | ------- | ---------- | ----- | ----- |
| Thuis | 5 – 1   | 3 – 1 | 1 – 0 | 0 – 1   | 3 – 1     | 3 – 1  | 2 – 1 | 0 – 2 | 3 – 1 | 2 – 2 | 4 – 1   | 2 – 1      | 3 – 1 | 0 – 0 |
| Uit   | 1 – 3   | 1 – 0 | 1 – 3 | 0 – 0   | 3 – 1     | 3 – 3  | 1 – 4 | 2 – 1 | 1 – 1 | 1 – 3 | 1 – 3   | 1 – 0      | 0 – 1 | 3 – 2 |

### KNVB Beker
| 1e ronde                                            | RAC                                      | 2 – 1 (1 – 1) | LONGA       |
| 19 augustus 1956 Plaats: Rijen Sportpark Vijf Eiken | Marie van Noye 10' P. Peerden 80' (pen.) |               | Tiny Broers |

## Statistieken LONGA 1956/1957

### Eindstand LONGA in de Nederlandse Tweede divisie B 1956 / 1957
| Stand | Gespeeld | Gewonnen | Gelijk | Verloren | Punten | Doelpunten voor | Doelpunten tegen |
| ----- | -------- | -------- | ------ | -------- | ------ | --------------- | ---------------- |
| 3e    | 28       | 16       | 5      | 6        | 37     | 33              | 37               |

### Topscorers
| #              | Naam                       | Goal |
| -------------- | -------------------------- | ---- |
| 1.             | Fer Hesselberth            | 15   |
| 2.             | Villevoye                  | 14   |
| 3.             | Wim van Diessen            | 9    |
| 4.             | Nico Struycken             | 8    |
| 5.             | Struycken                  | 2    |
| 5.             | Henk Struycken             | 2    |
| 5.             | Henk Zieltjens             | 2    |
| 8.             | G. Hesselberth             | 1    |
| 8.             | Ben Klerks                 | 1    |
| 8.             | Piet Villevoye             | 1    |
| Eigen doelpunt |                            |      |
| 1.             | Geert Princen (Wilhelmina) | 1    |
| Totaal         | Totaal                     | 33   |

| #      | Naam        | Goal |
| ------ | ----------- | ---- |
| 1.     | Tiny Broers | 1    |
| Totaal | Totaal      | 1    |